# Aphonoides griseovariegatus
Aphonoides griseovariegatus är en insektsart som beskrevs av Lucien Chopard 1969. Aphonoides griseovariegatus ingår i släktet Aphonoides och familjen syrsor. Inga underarter finns listade i Catalogue of Life.